# François Brousseau
François Brousseau és un periodista quebequès. Actualment és analista d'afers internacionals a Ràdio Canadà i signa una crònica setmanal per al diari Le Devoir. Al percurs de la seva carrera ha treballat al diari Le Journal de Montréal, Le Devoir, L'actualité i Ràdio Canadà. Brousseau va estudiar un doctorat en ciències polítiques a la Universitat de Mont-real.